# Quận Kingsbury, South Dakota
Quận Kingsbury là một quận thuộc tiểu bang Nam Dakota, Hoa Kỳ. Quận lỵ đóng ở De Smet6. Quận được đặt tên theo. Dân số theo điều tra năm 2000 của Cục điều tra dân số Hoa Kỳ là 5815 người.

## Địa lý
Theo Cục điều tra dân số Hoa Kỳ, quận này có diện tích 2237 km2, trong đó có 66 km2 là diện tích mặt nước.